# ロバート・スコット・トループ
ロバート・スコット・トループ（Robert Scott Troup CMG CIE FRS、1874年12月13日 – 1939年10月1日）はイギリスの林学者である。アジアの植民地で働いた後、オクスフォード大学の林学研究所で働いた。

## 略歴
アバディーンの高校で学んだ後、アバディーン大学で学び、インド植民地のエンジニア、森林保護官を養成する、クーパーズ・ヒル・カレッジ（王立インド工学校）でシリック（William Schlich）による訓練を受けた。1897年に帝国林業局（Imperial Forestry Service）に入所し、ビルマの森林副保護官として働き始めた。1905年にインドのデヘラードゥーンに新設された帝国森林研究所、大学の林業学者に任じられた。1915年に森林監督副長官（Assistant Inspector-General of Forests）に任じられ、ビルマの森林監督長官を務めた。
1920年にイギリスに戻り、シリックの退職の後を受けて、オクスフォード大学の林学の教授となった。オクスフォード大学セント・ジョンズ・カレッジのフェローに選ばれた。オクスフォード大学林学研究所を設立し、1924年から1935年の間、所長を務めた。著書に"Silviculture of Indian Trees"（「インド樹木の造林」、1921年）や"Indian Forest Utilisation, Pinus Longifolia, Silvicultural Systems, A Manual of Forest Mensuration, Forestry and State Control and Exotic Forest Trees in the British Empire"(1932年）などがある。
1926年に王立協会のフェローに選ばれ、1920年にインド帝国勲章(CIE)、1934年に聖マイケル・聖ジョージ勲章（CMG)を受勲した。